# Lagaholm
För ångslupen, se S/S Lagaholm. För lastfartyget, se M/S Lagaholm

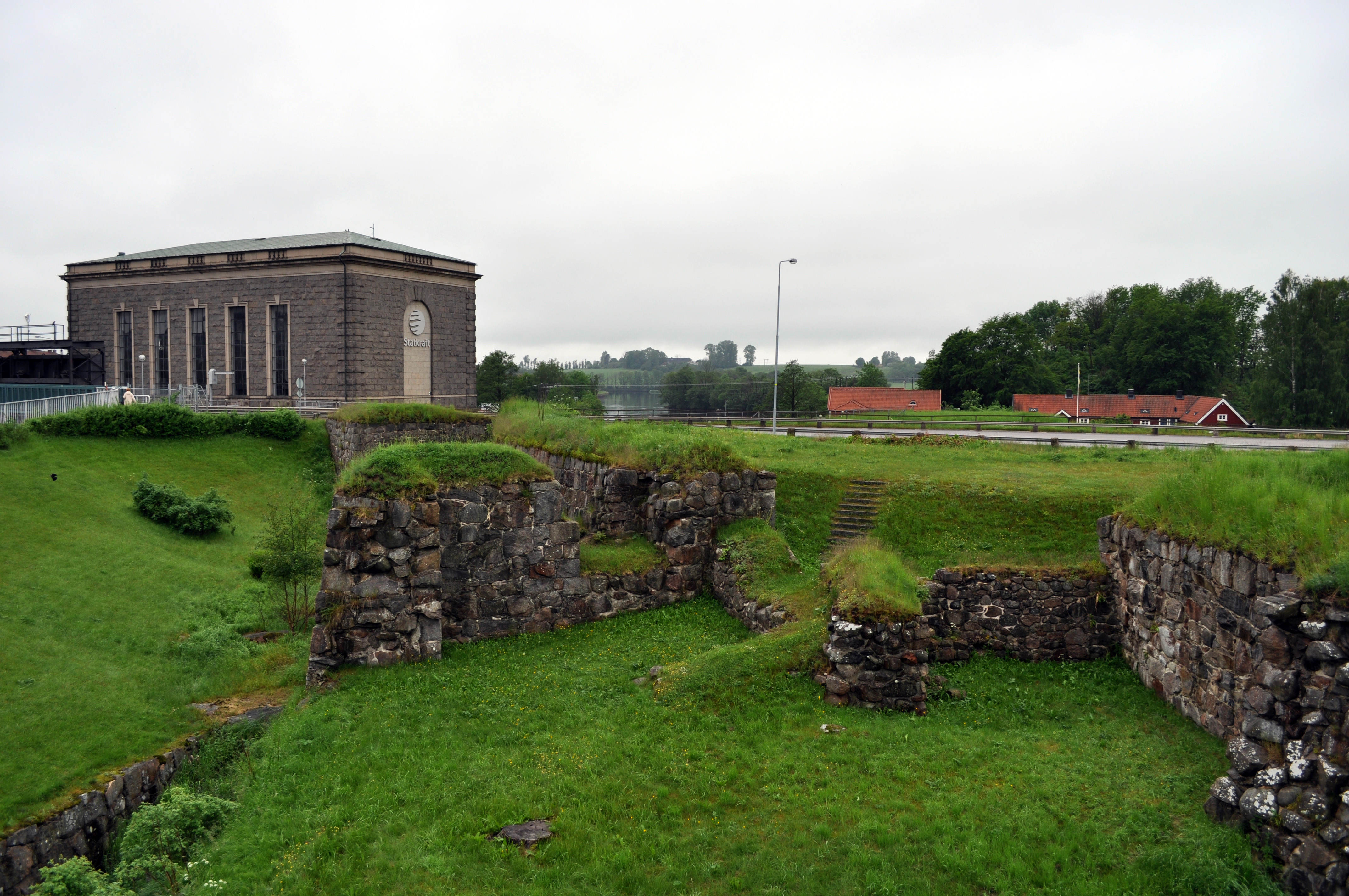
Lagaholms slottsruin med kraftverket i bakgrunden.

Lagaholm är en slottsruin i Laholm, som ligger invid den plats där kraftverket idag ligger. I Laholm fanns tidigt ett befäst hus som redan år 1231 blev benämnt i den danske Kung Valdemars jordebok. Det befäster Laholm som den äldsta staden i Halland. Syftet med borgens läge på holmen i Lagan var främst att kontrollera kommunikationerna på Lagan, landtrafiken mellan Helsingborg och Oslo samt handelsstigarna från inlandet. En styresman stationerades på plats som även var stadens högste ämbetsman. Fästningen var omgiven av en ringmur och innanför den låg en borggård med flera byggnader. Huvudbyggnaden var ett högt torn.
Lagaholms slott belägrades gång på gång under de följande århundradena. Åren 1341-1360 tillhörde det Sverige och Magnus Eriksson. På 1400-talet under Engelbrektupproret intog svenskarna slottet under sitt plundringståg. På Gustav Vasas och hans söners tid sändes här efter här för att erövra slottet utan framgång. Sedan kom Nordiska sjuårskriget åren 1563-1570 och efter det var befästningen totalt förfallen. Först på 1600-talet moderniserades slottet på order av den danske kungen Christian IV. Det fick en femhörnig form för att kunna stå emot den nya tidens krigföring och samtidigt ståndsmässigt kunna ta emot en kung med sitt sällskap.
Med artilleriets utveckling blev Lagaholms slott snabbt omodernt igen. Karl XI beordrade bönderna i trakten att riva slottet år 1675. Lagaholms ruin förföll sedan fram till åren 1923-1937 då ruinen grävdes ut. För att betala detta arrangerade den dåvarande borgmästaren i Laholm, Axel Malmqvist, årliga krönikespel, de så kallade Lagaholmsspelen.

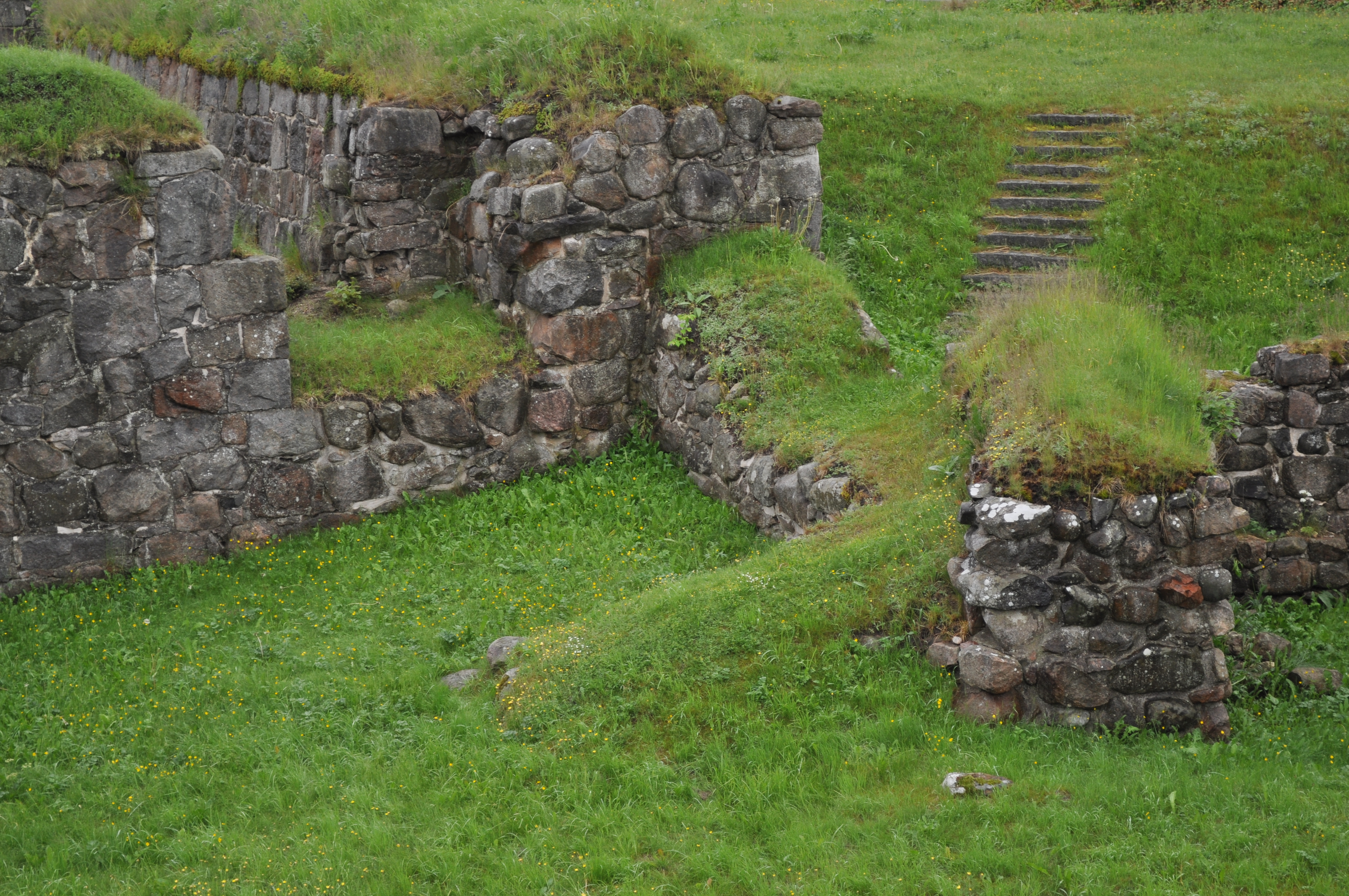
Del av ruinens sydöstra del.
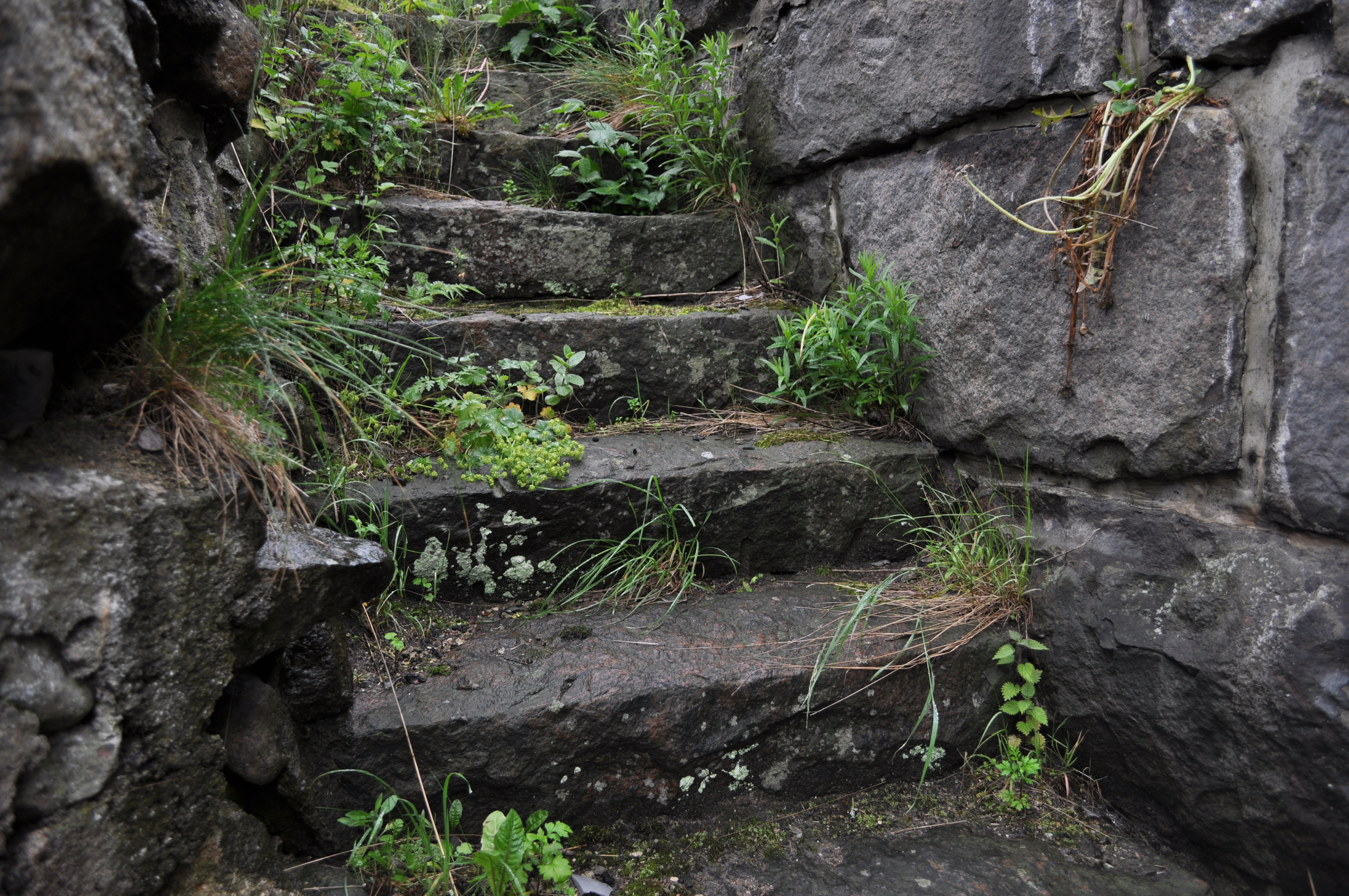
Trappa från ruinen till åfåran.
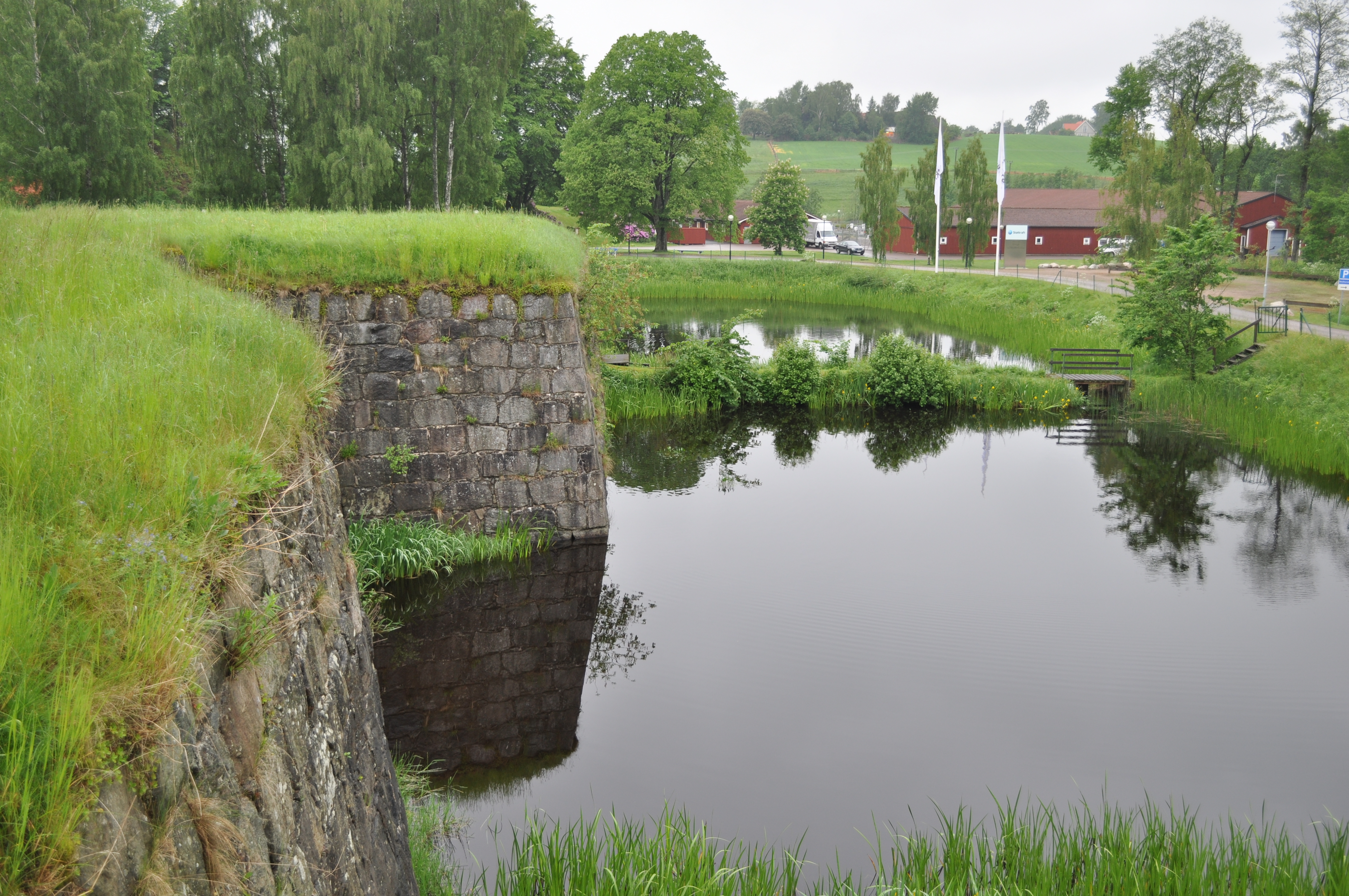
Ruinens norra del med laxodlingen i bakgrunden.
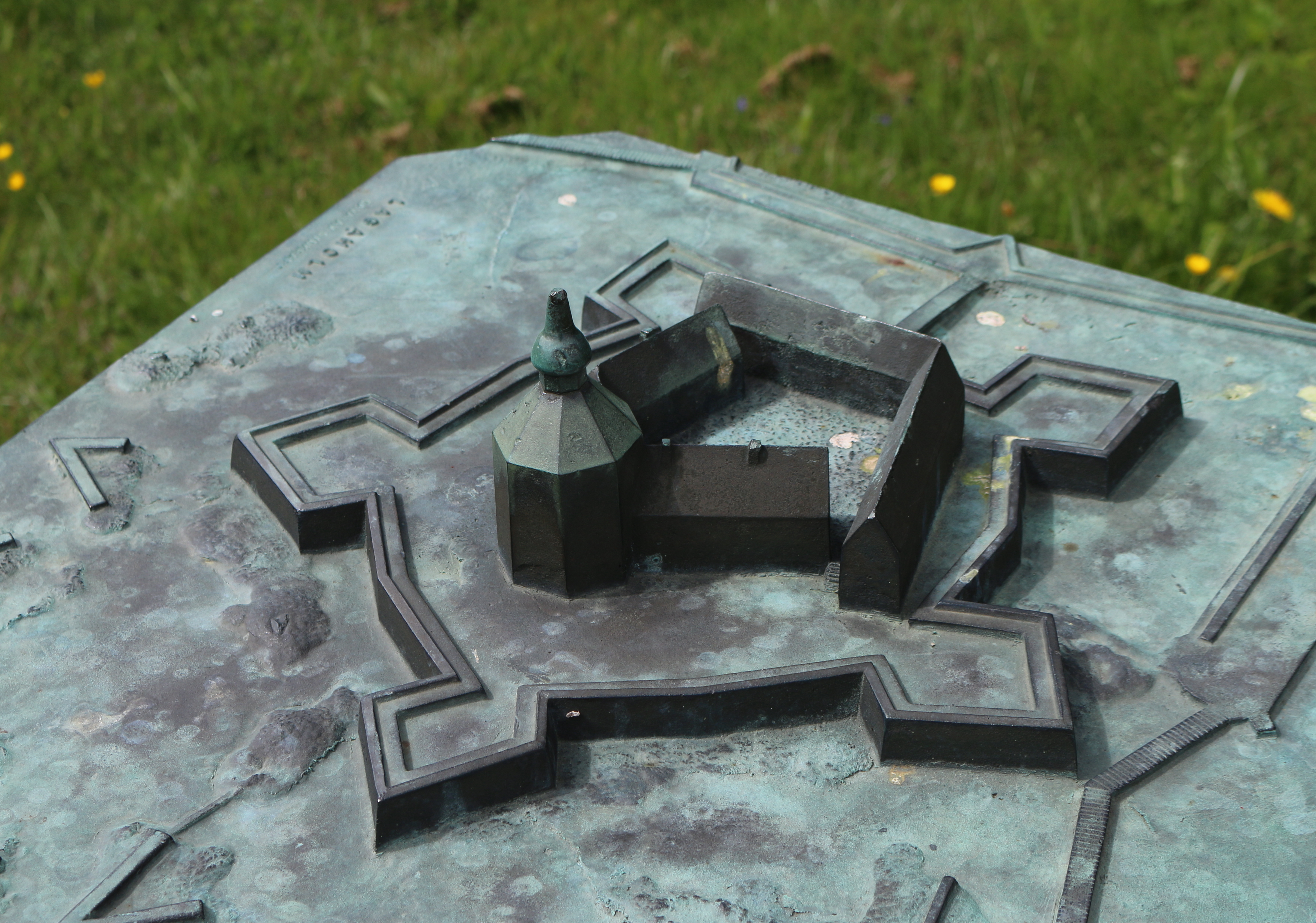
Modell av Lagaholms slott som det såg ut på 1640-talet.
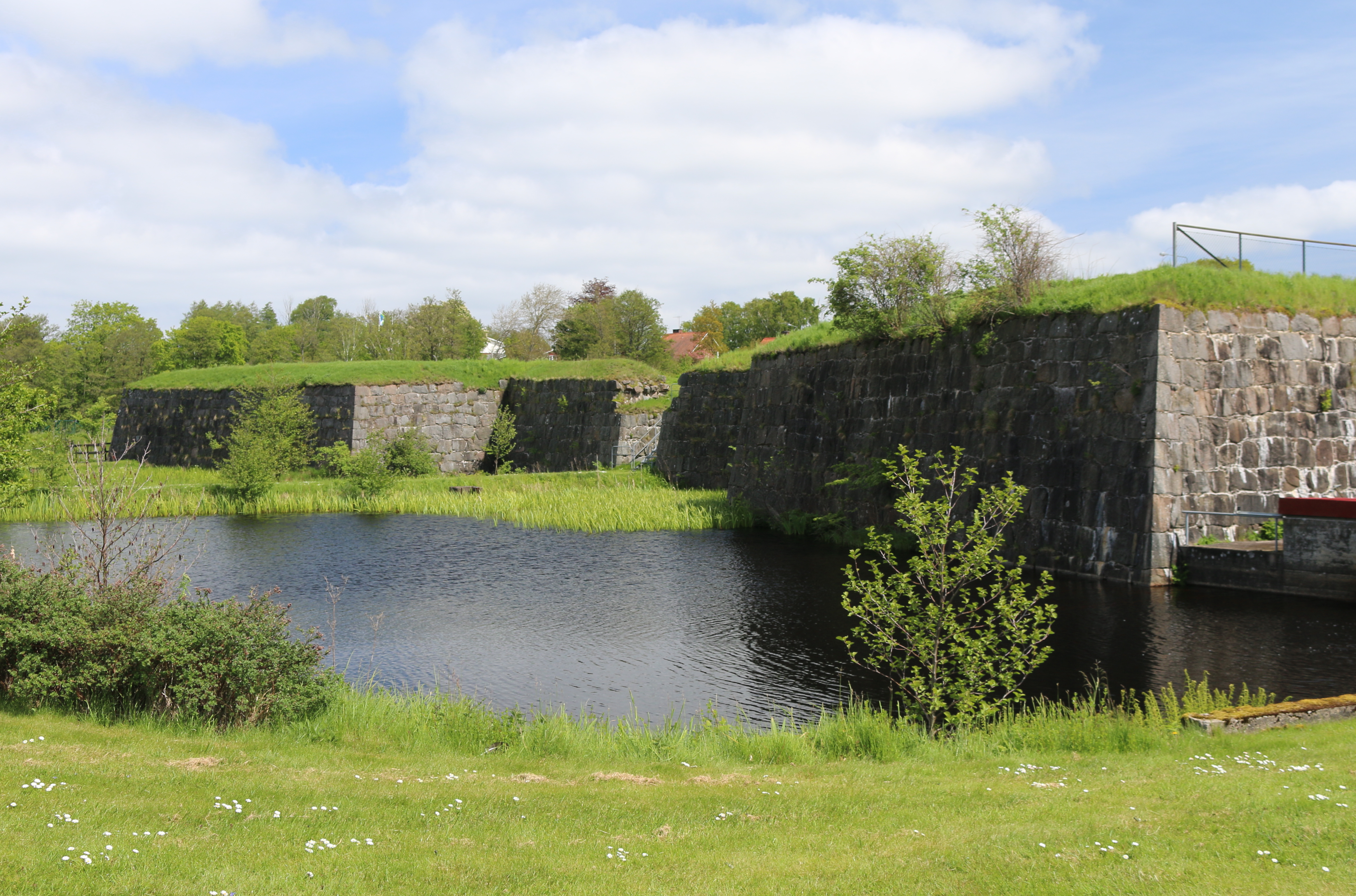
Bastioner i väster
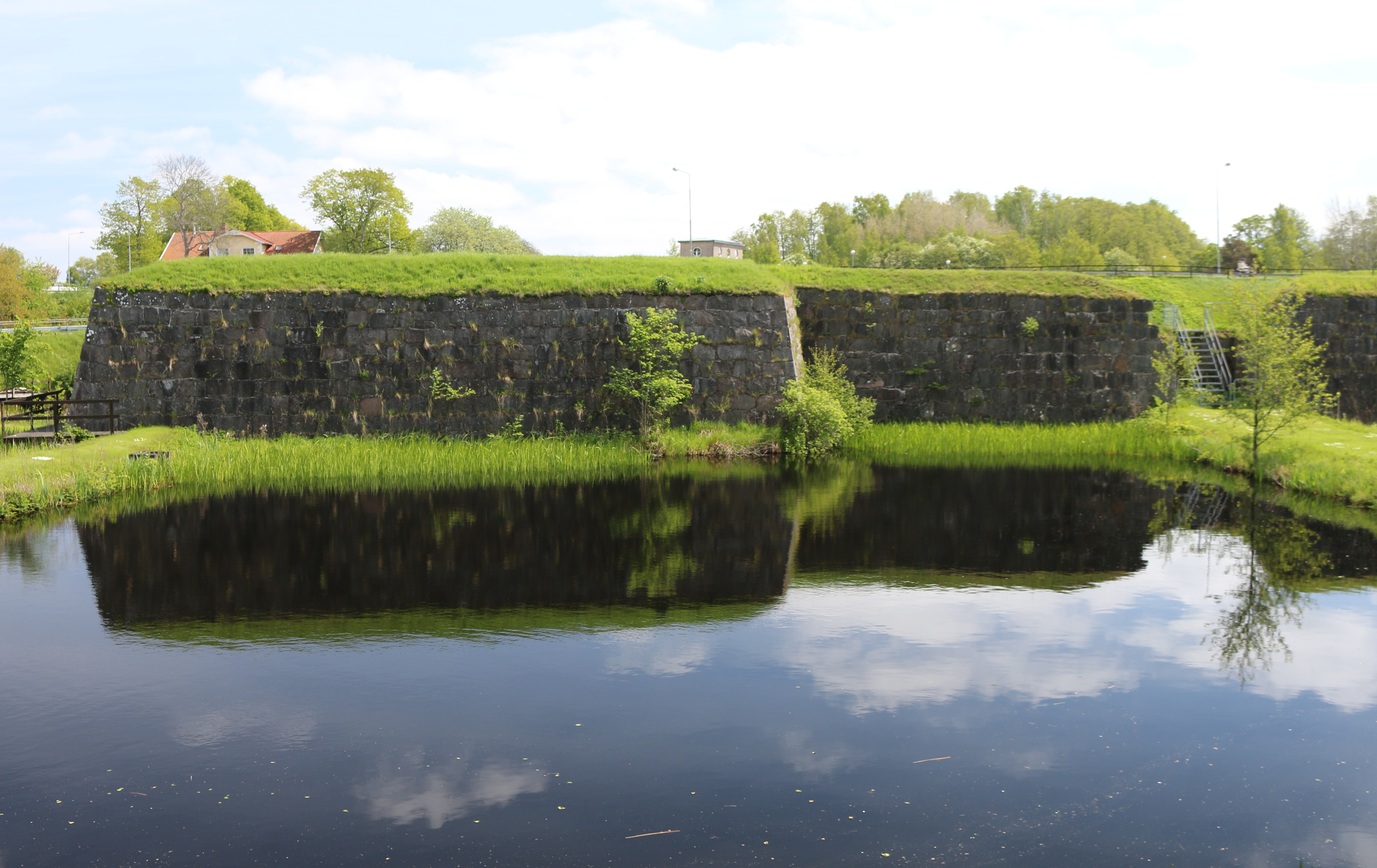
Vallgraven